# Nenad Bjelica
Nenad Bjelica (Eszék, 1971. augusztus 20. –), horvát válogatott labdarúgó, edző.
A horvát válogatott tagjaként részt vett a 2004-es Európa-bajnokságon.

## Sikerei, díjai

### Edzőként
Wolfsberg
- Osztrák másodosztályú bajnok (1): 2011–12

Dinamo Zagreb
- Horvát bajnok: 2017–18, 2018–19
- Horvát kupa: 2017–18
- Horvát szuperkupa: 2019